# Moss kommun
Moss kommun (norska: Moss kommune) är en kommun i Østfold fylke i sydöstra Norge. Kommunen är belägen mellan Oslofjorden och Värmland. Centralort i kommunen är staden Moss.

## Administrativ historik
Moss kommun upprättades den 1 januari 1838 (som Moss formannskapsdistrikt) när Formannskapslovene från 1837 trädde i kraft. 
Mellan 1840 och 1938 genomfördes ett antal gränsregleringar med grannkommuner:
- 1840: bebott område (340 invånare) från Jeløy kommun
- 1 januari 1876: bebott område (631 invånare) från Jeløy kommun
- 1 juli 1925: bebott område (30 invånare) från Jeløy kommun
- 1938: bebott område (2 154 invånare) från Rygge kommun

Den 1 juli 1943 gick den återstående delen av Jeløy kommun upp i Moss kommun. Kommunen ökade då från 8 293 invånare före sammanslagningen till 12 536 invånare efter.
I samband med kommunreformen i Norge inkorporerades den 1 januari 2020 den återstående delen av Rygge kommun i Moss kommun, vars yta då växte från 63 till 138 km².

### Upphörda kommunvapen inom den nuvarande kommunen

Moss kommun (1954–2019)
Rygge kommun (1984–2019)

I samband med kommunsammanslagningen 2020 valdes Rygges gamla kommunvapen som nytt gemensamt kommunvapen för den utvidgade Moss kommun.

## Näringsliv
Största arbetsgivare är företaget Kværner, som har sitt säte vid Oslofjordens mynning. 
Pappersbruket Peterson är ett företag som har sina rötter i Moss och är en viktig arbetsgivare.
Moss glassverk (Moss glasverk) som är nedlagt sedan år 2000 var tidigare en betydande arbetsgivare.
Helly-Hansen grundades i Moss år 1878.

## Tätorter
I Moss kommun finns sju tätorter:
- Fuglevik
- Halmstad (Ryggebyen, del av)
- Kirkegrenda
- Larkollen
- Moss (centralort, del av)
- Møvik
- Såstadbråten

Orten Smedhus har tidigare räknats som en egen tätort men räknas numera som en del av tätorten Moss.

## Socknar
Inom Norska kyrkan är Moss kommun indelad i fyra socknar:
- Ekholts socken
- Jeløy socken
- Moss socken
- Rygge socken

Socknarna ingår i Vestre Borgesyssels prosteri i Borgs stift.

## Vänorter
- Karlstads kommun,  Sverige
- Horsens kommun,  Danmark
- Nokia,  Finland